# Phare de Långe Jan
Le phare de Långe Jan (en suédois : Långe Jan fyr) est un phare situé  à Ottenby (en) sur l'île d'Öland, appartenant à la commune de Mörbylånga, dans le Comté de Kalmar (Suède).
Le phare de Långe Jan est inscrit au répertoire des sites et monuments historiques par la Direction nationale du patrimoine de Suède .

## Histoire
Le phare a été érigé en 1785 à la pointe sud de l'île d'Öland, construit probablement par des prisonniers russes. C'est l'un des phares les plus célèbres de la Suède avec le phare de Kullen, le phare de Vinga et le phare de Landsort, et également le plus grand phare en Suède.
À l'origine, sa lumière était un feu ouvert et la tour n'était pas peinte. Il a été peint en blanc en 1845 et, la même année, la lanterne de la tour a été installée pour abriter une lampe à huile de colza. Quelques années plus tard, une bande noire a été ajoutée à la tour.
Le phare reste en service et est télécommandé par l'administration maritime suédoise à Norrköping. Pendant la saison estivale, il est possible de visiter la tour.
Les bâtiments entourant la tour forment la station ornithologique d'Ottenby (en).

## Description
Le phare est une tour circulaire de 41,6 mètres de haut, avec une galerie et une lanterne. Le phare est peint en blanc avec une bande noire et le dôme de la lanterne est rouge. Il émet, à une hauteur focale de 41 mètres, deux éclats blancs les 30 secondes. Sa portée nominale est de 26 milles nautiques (environ 48 km).
Il émet aussi, à une hauteur focale de 19 mètres, une lumière continue (blanche, rouge et verte) selon différents secteurs. Sa portée nominale est de 19 milles nautiques (environ 35 km) pour la lumière blanche, 15 pour la rouge et 14 pour la verte.
Identifiant : ARLHS : SWE-041 ; SV-5528 - Amirauté : C7280 - NGA : 7720 .
|          |
| Le phare |

|                        |
| La lentille de Fresnel |

|                              |
| L'ancienne maison du gardien |

|                                   |
| Le phare en réflexion. Mars 2020. |

### Lien connexe
- Liste des phares de Suède